# Li Tian
Li Tian (chinesisch 李田, Pinyin Lǐ Tián, * 10. Januar 1989) ist ein chinesischer Badmintonspieler.

## Karriere
Li Tian siegte bei der Junioren-Badmintonasienmeisterschaft 2007 im Doppel mit Chai Biao. Bei der Badminton-Juniorenweltmeisterschaft 2007 gewann er Gold mit dem Team und Silber im Doppel mit Chai Biao. Bei den Erwachsenen stand er 2009 bei den China Masters und den India Open im Viertelfinale sowie bei den Asienmeisterschaften des gleichen Jahres im Achtelfinale.

## Sportliche Erfolge
| Saison | Veranstaltung               | Disziplin        | Platz | Name                  |
| ------ | --------------------------- | ---------------- | ----- | --------------------- |
| 2005   | Junioren-Asienmeisterschaft | Männermannschaft | 2     | China                 |
| 2006   | Junioren-Asienmeisterschaft | Team             | 3     | China                 |
| 2007   | Junioren-Weltmeisterschaft  | Team             | 1     | China                 |
| 2007   | Junioren-Weltmeisterschaft  | Herrendoppel     | 2     | Li Tian / Chai Biao   |
| 2007   | Junioren-Asienmeisterschaft | Herrendoppel     | 1     | Li Tian / Chai Biao   |
| 2009   | India Open                  | Herrendoppel     | 5     | Li Tian / Shen Ye     |
| 2009   | China Masters               | Herrendoppel     | 5     | Li Tian / Shen Ye     |
| 2009   | Asienmeisterschaft          | Herrendoppel     | 9     | Li Tian / Chen Zhiben |